# Paul Drude
(Physik des Aethers auf Elektromagnetischer Grundlage, 1894)
Paul Karl Ludwig Drude (Braunschweig, 12 luglio 1863 – Berlino, 5 luglio 1906) è stato un fisico tedesco, noto soprattutto per la sua declinazione delle teorie di Maxwell sulle onde elettromagnetiche nell'ottica e sulla conduzione e resistenza dei materiali.

## Biografia
Nato a Braunschweig nell'allora Ducato di Brunswick, figlio di un insegnante di ginnastica, Drude cominciò i suoi studi in matematica all'Università di Gottinga, ma successivamente si orientò verso la fisica. La sua dissertazione sulla riflessione e diffrazione della luce nei cristalli fu completata nel 1887, con relatore Woldemar Voigt.
Nel 1894 Drude diventò professore straordinario all'Università di Lipsia; nello stesso anno sposò Emilie Regelsberger, figlia di un avvocato di Gottinga, da cui ebbe successivamente quattro figli. Nel 1900 divenne editore per gli Annalen der Physik, il più importante periodico scientifico del tempo. Nel periodo 1900-1905 fu professore ordinario di fisica all'Università di Gießen. Nell'annus mirabilis divenne il direttore dell'Istituto di fisica dell'Università di Berlino. L'anno successivo, ormai all'apice della sua carriera, divenne membro dell'Accademia Prussiana delle Scienze, ma pochi giorni dopo la sua lectio inauguralis, per inspiegabili ragioni, si suicidò. Gli sopravvissero la moglie e i quattro figli.

## Campo di ricerca
Drude si laureò nell'anno in cui Hertz cominciava a pubblicare le sue scoperte derivate dai suoi esperimenti sulle teorie di Maxwell, introducendo queste per la prima volta al pubblico tedesco. I primi esperimenti di Drude furono proprio la determinazione delle costanti ottiche di vari solidi, misurate con livelli di accuratezza senza precedenti. Lavorò poi sulle relazioni tra queste e le costanti elettriche e la struttura fisica delle sostanze. Nel 1894 fu responsabile dell'introduzione del simbolo "c" per la velocità della luce nel vuoto perfetto.
Verso la fine del suo soggiorno a Lipsia, Drude fu invitato a scrivere un manuale di ottica: il Lehrbuch der Optik, pubblicato nel 1900, metteva insieme le precedentemente distinte materie dell'elettricità e ottica, cosa che fu considerata da Drude come un “avanzamento epocale nelle scienze naturali”. Fu in effetti la massima sintesi classica del fenomeno della conduttività, immediatamente prima dell'avvento della meccanica quantistica.
Nel 1900 sviluppò inoltre un potente modello per spiegare le proprietà termiche, elettriche e ottiche della materia. Questo sarebbe stato migliorato nel 1933 da Sommerfeld e Bethe con considerazioni quantomeccaniche sulla funzione d'onda, diventando il Modello di Sommerfeld.

## Onorificenze
- Il cratere Drude sulla Luna è stato così chiamato in suo onore.
- Il Paul-Drude-Institut für Festkörperelektronik a Berlino, è stato così chiamato in suo onore.